# Torfowisko Potoczek
Torfowisko Potoczek – torfowiskowy rezerwat przyrody w województwie pomorskim, w powiecie słupskim, w gminie Kępice, na obszarze Wysoczyzny Polanowskiej. Ze względu na główny przedmiot ochrony jest rezerwatem biocenotycznym i fizjocenotycznym, podtypu biocenoz naturalnych i półnaturalnych; ze względu na typ ekosystemu – różnych ekosystemów, podtyp lasów i torfowisk. Zajmuje powierzchnię 15,24 ha, wraz z otuliną – 124,90 ha.
Rezerwat powstał 15 kwietnia 1982, powołany Zarządzeniem Ministra Leśnictwa i Przemysłu Drzewnego z dnia 26 marca 1982. Zarządzenie utraciło moc w momencie wejścia w życie Ustawy z dnia 16 kwietnia 2004 r. o ochronie przyrody. Rezerwaty utworzone przed 16 kwietnia 2004 stały rezerwatami przyrody w myśl artykułu 153 tejże ustawy. 4 listopada 2016 Regionalny Dyrektor Ochrony Środowiska w Gdańsku wydał zarządzanie w sprawie rezerwatu przyrody „Torfowisko Potoczek”, zgodnie z którym celem ochrony są torfowisko wysokie, bór i las bagienny oraz charakterystyczny dla tych ekosystemów zespół organizmów, jak również inne cenne gatunki roślin i zwierząt. W strukturze użytków dominują tereny leśne – 9,42 ha, w tym związane z gospodarką leśną, tj. rowy – 0,32 ha. Pozostały obszar – 5,82 ha, zajmują obszary bagienne klasyfikowane jako nieużytki.
Zgodnie z ewidencją gruntów rezerwat znajduje się w obrębie Biesowice. Stanowi własność Skarbu Państwa, w zarządzie Państwowego Gospodarstwa Leśnego „Lasy Państwowe”, na obszarze Nadleśnictwa Warcino, w obrębie leśnym Obłęże, w leśnictwie Potoczek. Jest jedynym rezerwatem przyrody w nadleśnictwie. Nadzór sprawuje Regionalny Dyrektor Ochrony Środowiska w Gdańsku.
Wśród flory stwierdzono obecność gatunków objętych ochroną ścisłą: rosiczkę okrągłolistną, nasięźrzała pospolitego, bagnicę torfową i listerę sercowatą – gatunek bardzo rzadki na Pomorzu, oraz gatunki objęte ochroną częściową: bagno zwyczajne i modrzewnicę zwyczajną. Oprócz tego odnotowano rdestnicę alpejską i wełniankę pochwowatą. W drzewostanie dominuje sosna zwyczajna; mniejszy udział mają brzoza brodawkowata, świerk pospolity, olsza czarna. W podszycie pojawiają się buk pospolity i jałowiec pospolity.
Teren rezerwatu leży w granicach obszaru siedliskowego sieci Natura 2000 „Dolina Wieprzy i Studnicy” PLH220038.